# Verwaltungsgliederung Kroatiens
In der Republik Kroatien bestehen unterhalb der nationalen Ebene zwei Ebenen von Gebietskörperschaften: die Gespanschaften (kroatisch županije) als regionale Selbstverwaltungseinheiten und die Städte und Gemeinden als lokale Selbstverwaltungseinheiten. Die Hauptstadt Zagreb übt gleichzeitig die Kompetenzen beider Ebenen aus.

## Gespanschaften
Kroatien gliedert sich auf regionaler Ebene in 20 Gespanschaften (kroatisch županija, Plural županije, deutsch auch Komitate) und die Stadt Zagreb.
Die Gespanschaften sind teils nach dem Verwaltungssitz oder zentralen Ort, teils nach traditionellen Regional- oder Landschaftsbezeichnungen benannt.
Diese 21 Einheiten sind zugleich in der NUTS-Klassifikation der Europäischen Union statistische Regionen der NUTS-3-Ebene. Auf der NUTS-2-Ebene sind die 20 Gespanschaften seit 2020 zu drei statistischen Regionen zusammengefasst, die keine Verwaltungseinheiten bilden, während die Stadt Zagreb eine eigene NUTS-2-Region bildet.

Karten
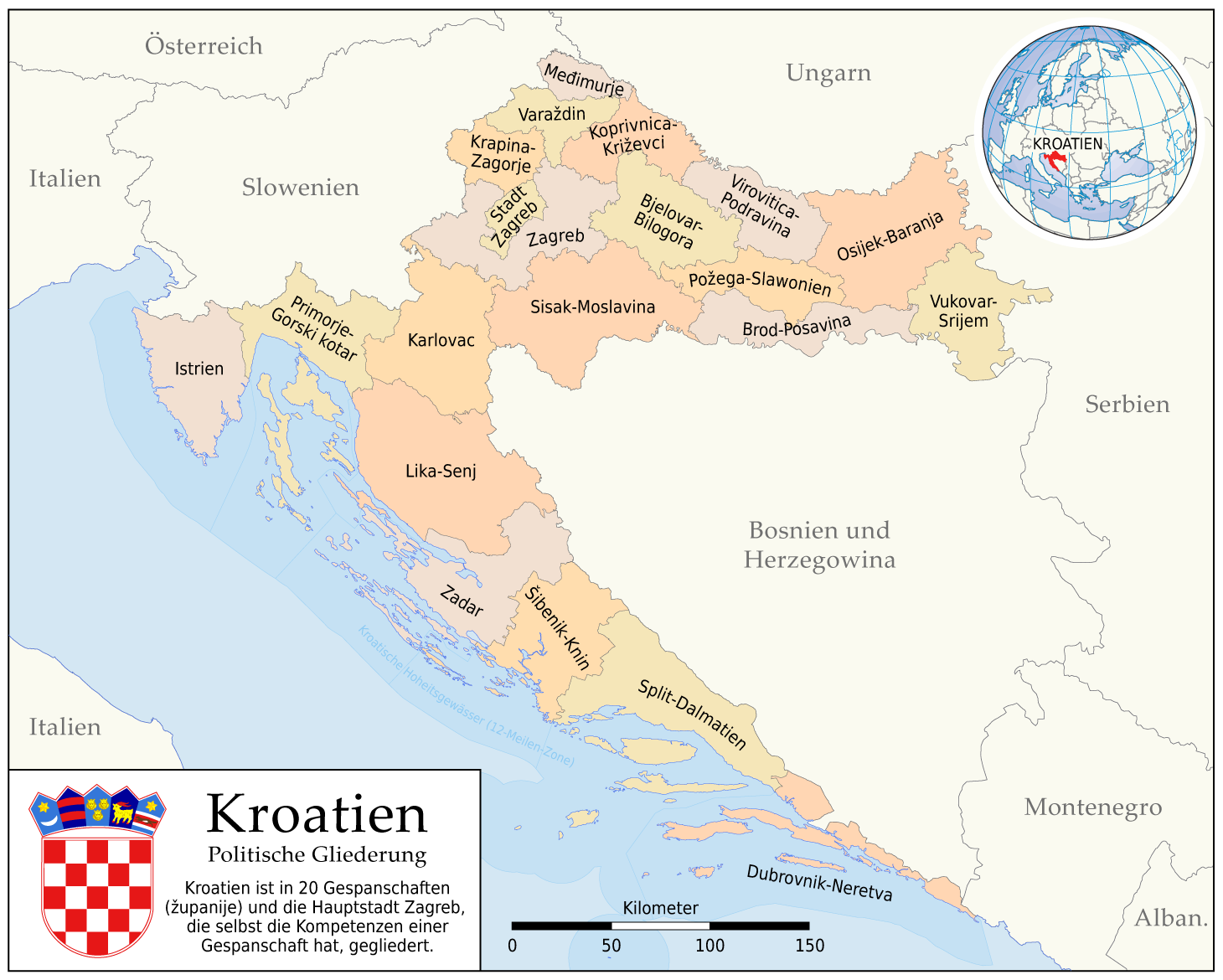
Die kroatischen Gespanschaften
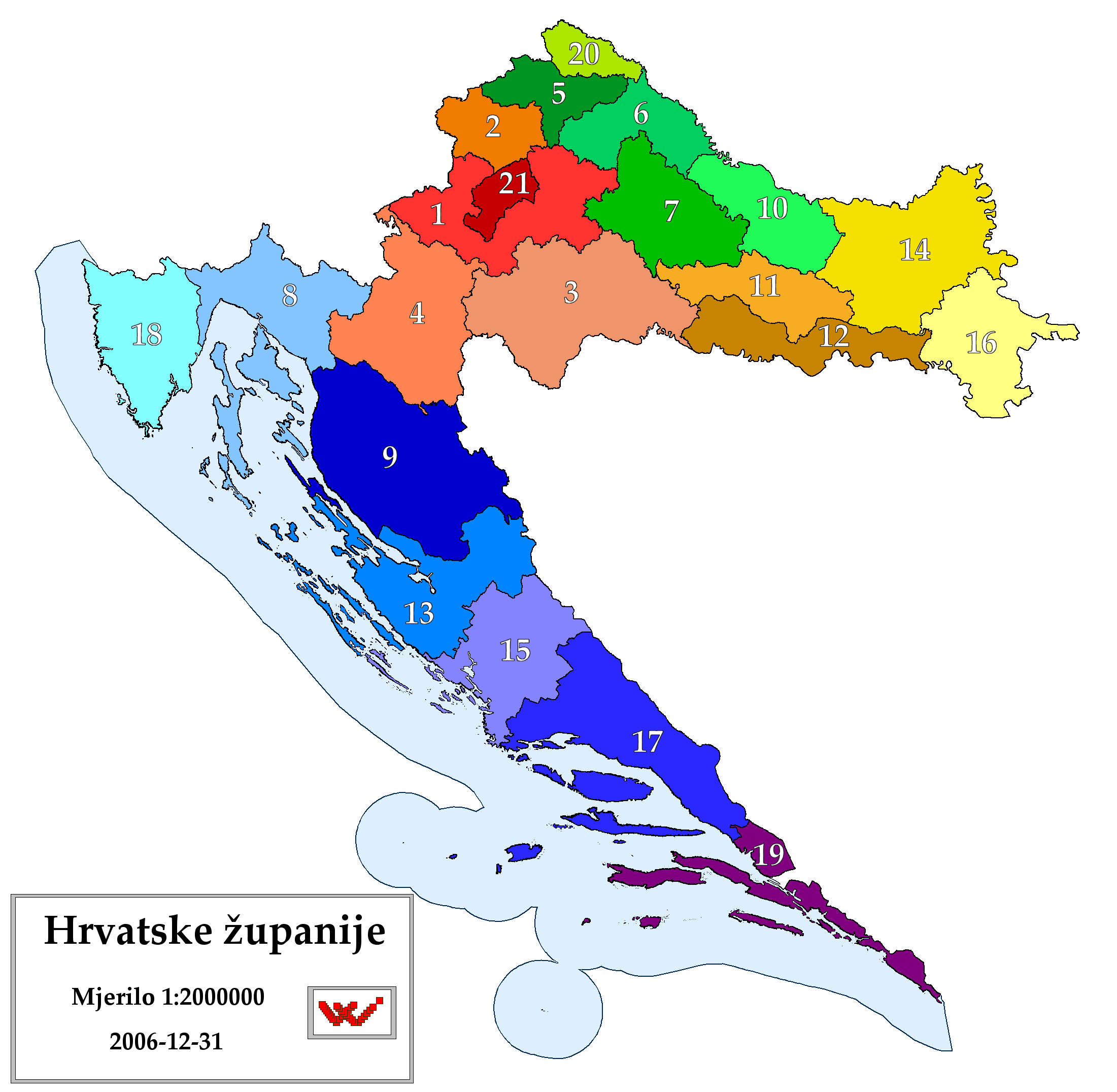
Gespanschaften mit der Nummer nach ISO 3166-2:HR

### Übersichtstabelle der kroatischen Gespanschaften
| Codes nach ISO 3166-2 | Flagge | Wappen | Name                               | kroatische Bezeichnung          | Fläche in km² | Einwohner (Stand 31. Dezember 2021) | Dichte (Einw. pro km²) | Verwaltungssitz | NUTS-3-Code |
| --------------------- | ------ | ------ | ---------------------------------- | ------------------------------- | ------------- | ----------------------------------- | ---------------------- | --------------- | ----------- |
| HR-01                 |        |        | Gespanschaft Zagreb                | Zagrebačka županija             | 3.078         | 296.704                             | 96                     | Zagreb          | HR065       |
| HR-02                 |        |        | Gespanschaft Krapina-Zagorje       | Krapinsko-zagorska županija     | 1.230         | 119.047                             | 97                     | Krapina         | HR064       |
| HR-03                 |        |        | Gespanschaft Sisak-Moslavina       | Sisačko-moslavačka županija     | 4.448         | 137.876                             | 31                     | Sisak           | HR028       |
| HR-04                 |        |        | Gespanschaft Karlovac              | Karlovačka županija             | 3.622         | 110.820                             | 31                     | Karlovac        | HR027       |
| HR-05                 |        |        | Gespanschaft Varaždin              | Varaždinska županija            | 1.260         | 156.705                             | 124                    | Varaždin        | HR062       |
| HR-06                 |        |        | Gespanschaft Koprivnica-Križevci   | Koprivničko-križevačka županija | 1.734         | 99.937                              | 58                     | Koprivnica      | HR063       |
| HR-07                 |        |        | Gespanschaft Bjelovar-Bilogora     | Bjelovarsko-bilogorska županija | 2.638         | 100.380                             | 38                     | Bjelovar        | HR021       |
| HR-08                 |        |        | Gespanschaft Primorje-Gorski kotar | Primorsko-goranska županija     | 3.590         | 263.104                             | 73                     | Rijeka          | HR031       |
| HR-09                 |        |        | Gespanschaft Lika-Senj             | Ličko-senjska županija          | 5.350         | 42.284                              | 8                      | Gospić          | HR032       |
| HR-10                 |        |        | Gespanschaft Virovitica-Podravina  | Virovitičko-podravska županija  | 2.021         | 69.782                              | 35                     | Virovitica      | HR022       |
| HR-11                 |        |        | Gespanschaft Požega-Slawonien      | Požeško-slavonska županija      | 1.821         | 62.857                              | 35                     | Požega          | HR023       |
| HR-12                 |        |        | Gespanschaft Brod-Posavina         | Brodsko-posavska županija       | 2.027         | 129.283                             | 64                     | Slavonski Brod  | HR024       |
| HR-13                 |        |        | Gespanschaft Zadar                 | Zadarska županija               | 3.643         | 158.360                             | 43                     | Zadar           | HR033       |
| HR-14                 |        |        | Gespanschaft Osijek-Baranja        | Osječko-baranjska županija      | 4.149         | 255.671                             | 62                     | Osijek          | HR025       |
| HR-15                 |        |        | Gespanschaft Šibenik-Knin          | Šibensko-kninska županija       | 2.994         | 95.365                              | 32                     | Šibenik         | HR034       |
| HR-16                 |        |        | Gespanschaft Vukovar-Syrmien       | Vukovarsko-srijemska županija   | 2.448         | 141.610                             | 58                     | Vukovar         | HR026       |
| HR-17                 |        |        | Gespanschaft Split-Dalmatien       | Splitsko-dalmatinska županija   | 4.524         | 420.149                             | 93                     | Split           | HR035       |
| HR-18                 |        |        | Gespanschaft Istrien               | Istarska županija               | 2.813         | 193.377                             | 69                     | Pazin           | HR036       |
| HR-19                 |        |        | Gespanschaft Dubrovnik-Neretva     | Dubrovačko-neretvanska županija | 1.782         | 113.944                             | 64                     | Dubrovnik       | HR037       |
| HR-20                 |        |        | Gespanschaft Međimurje             | Međimurska županija             | 730           | 103.793                             | 142                    | Čakovec         | HR061       |
| HR-21                 |        |        | Stadt Zagreb                       | Grad Zagreb                     | 640           | 758.941                             | 1.186                  | Zagreb          | HR050       |
|                       |        |        |                                    | Gesamt                          | 56.542        | 3.829.989                           | 68                     |                 |             |

### Institutionen
Jede Gespanschaft verfügt über eine direkt gewählte Volksvertretung, die županijska skupština ‚Gespanschaftsversammlung‘ und über ein ebenso direkt gewähltes Oberhaupt der Exekutive, den župan ‚Gespan‘. In der Stadt Zagreb entsprechen diesen die gradska skupština ‚Stadtversammlung‘ und der gradonačelnik ‚Bürgermeister‘, wörtlich ‚Stadtoberhaupt‘.

### Wirkungsbereich
Die Gespanschaften sind für sämtliche regionalen Bereiche zuständig, die nicht durch die Verfassung oder andere gesetzliche Bestimmungen in den Wirkungsbereich von übergeordneten staatlichen Institutionen fallen.
Die Gespanschaften können in ihrem Wirkungsbereich über folgende Bereiche bestimmen:
- Bildung
- Gesundheit
- Gemeindeplanung
- Wirtschaftsentwicklung
- Verkehr und Infrastruktur
- Pflege und Erhaltung von öffentlichen Straßen
- Planung und Entwicklung von Bildungs-, Gesundheits-, Sozial- und Kultureinrichtungen
- Ausgabe von Baugenehmigungen und Lokacijska dozvola (andere Genehmigungen, die mit Bauarbeiten einhergehen) sowie die Ausführung von Gebietsplänen für das Gebiet der Gespanschaft außerhalb von großen Städten
- andere Arbeiten in Abhängigkeit spezieller Gesetze

## Städte und Gemeinden
Die Gespanschaften gliedern sich ihrerseits in 127 Städte (kroatisch grad, Plural gradovi) und 428 Gemeinden (kroatisch općina, Plural općine).
In der statistischen Klassifikation von Eurostat entsprechen die kroatischen Städte und Gemeinden der LAU-Ebene.

Karte
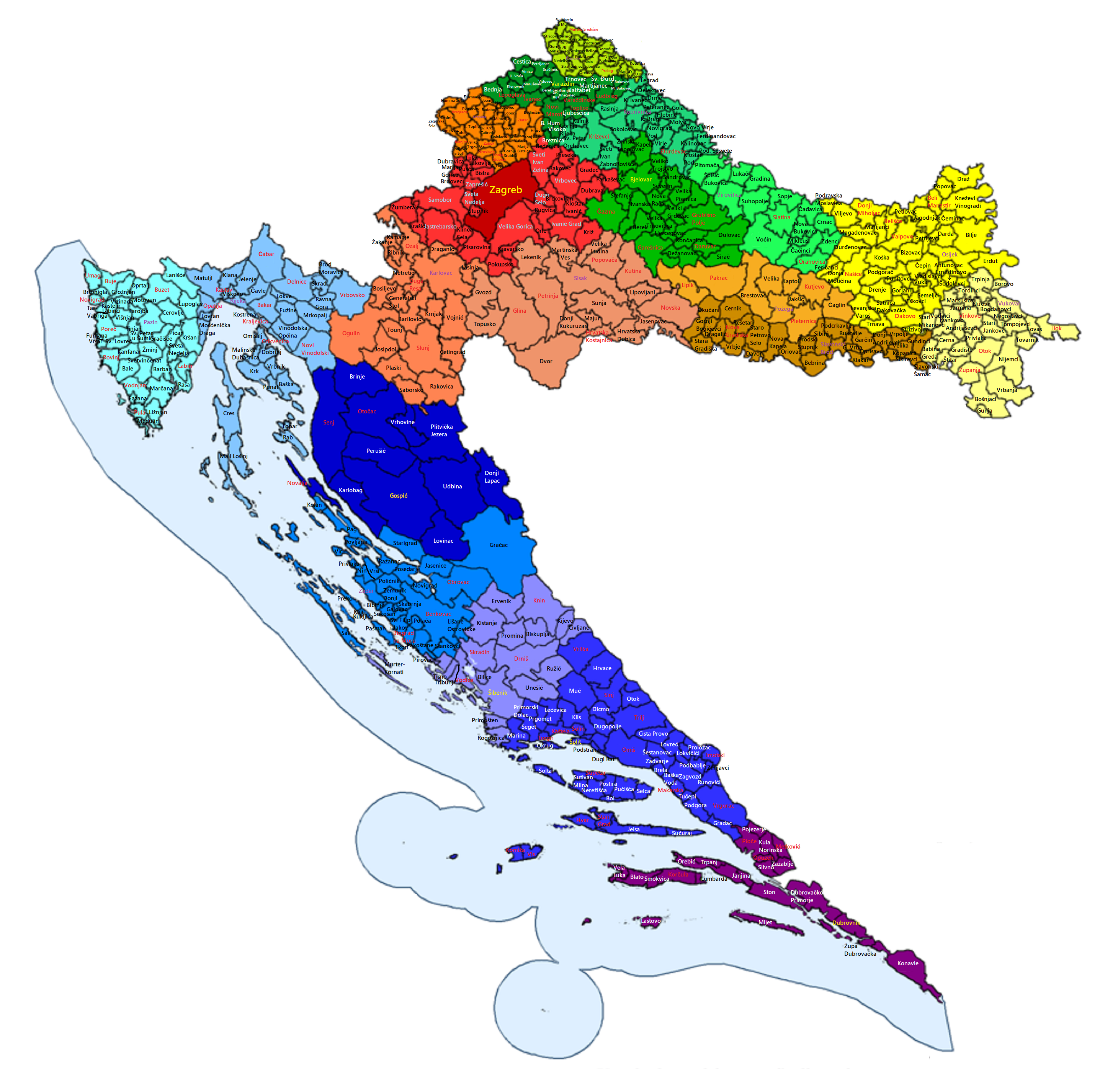
Übersichtskarte der Gemeinden und Städte Kroatiens

Siehe auch: Liste der Städte und Gemeinden in Kroatien

## Geschichte
Die heutigen Gespanschaften wurden im Jahre 1992 auf der Grundlage der Bestimmungen der Verfassung von 1990 gebildet. Die neuen Gespanschaften und die innerhalb derselben gebildeten neuen Städte und Gemeinden traten an die Stelle der vorher bestehenden 102 Gemeinden. Die Grenzen der Gespanschaften sind seitdem nur in wenigen Fällen geändert worden.